# Puerta Real (Granada)
Puerta Real de España es una superficie urbana histórica de la ciudad española de Granada, comunidad autónoma de Andalucía, estrictamente es el cruce entre los inicios de las calles Reyes Católicos, Recogidas, Ganivet, Mesones, Acera del Darro y Acera del Casino. Popularmente es el lugar de referencia del centro de la ciudad. Administrativamente es el límite entre los barrios de Realejo-San Matías y Centro-Sagrario.
En sentido amplio comprende toda la explanada de la acera del Darro y la Acera del Casino que al embovedar el río Darro dio origen a un amplio espacio urbano hasta llegar a la Carrera de la Virgen, por eso es conocida también la zona como el embovedado. 

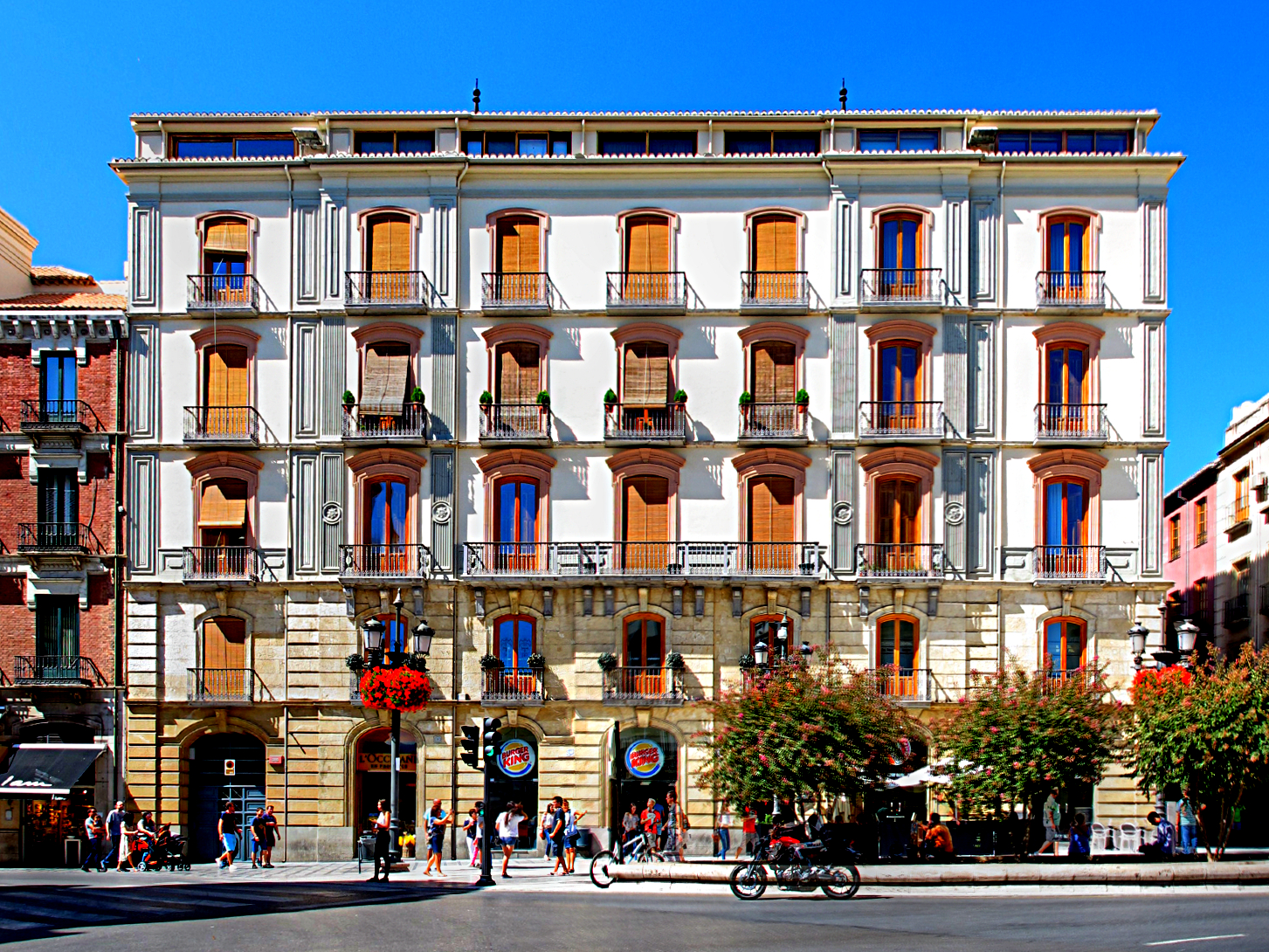
Antiguo Café Suizo, n.º 4 de la plaza y declarado como Bien de Interés Cultural

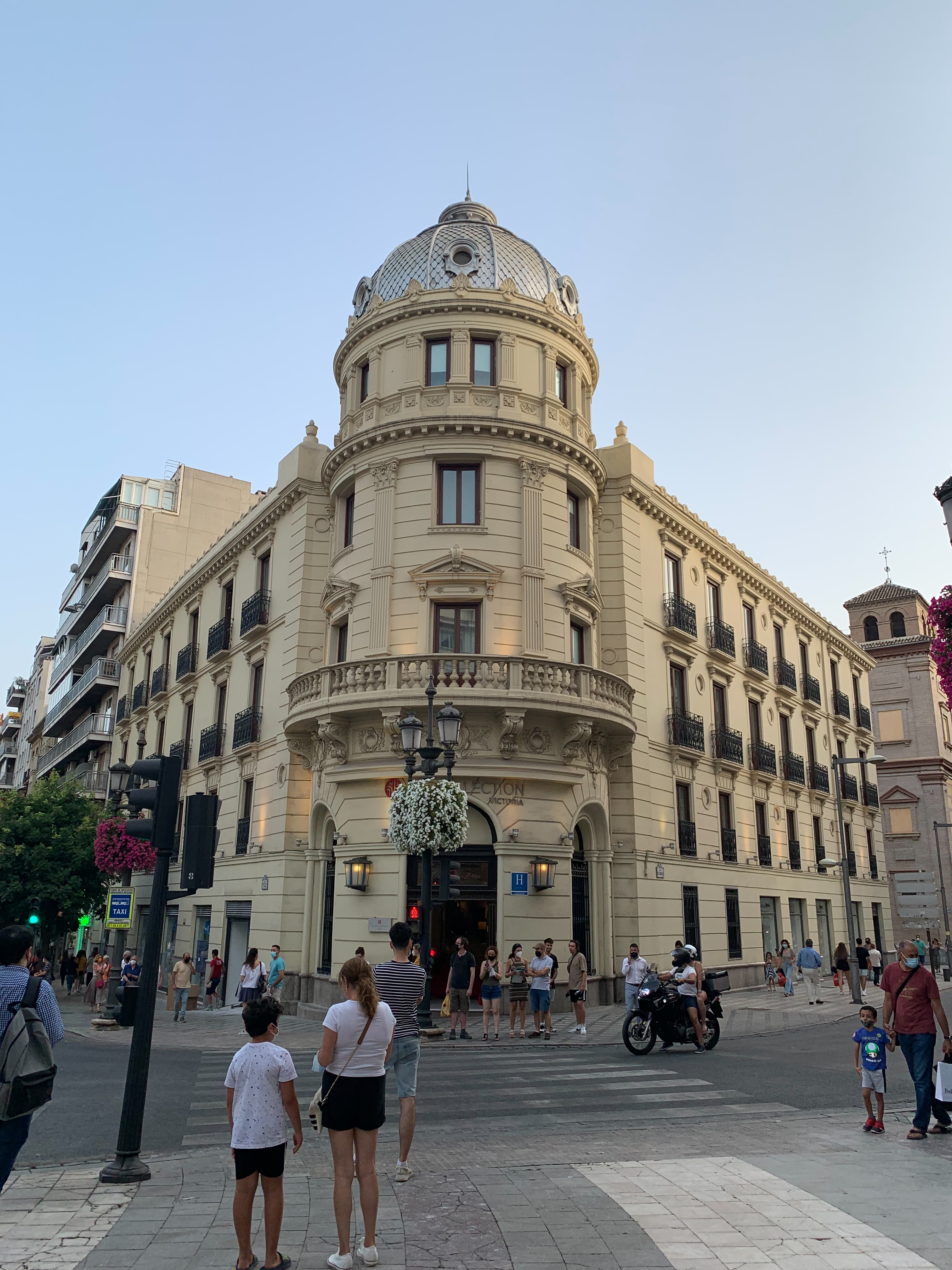
El Hotel NH Collection Granada Victoria

## Historia
El nombre se debe a que el rey Felipe IV en su visita a la ciudad el día 8 de abril de 1624, hizo su entrada a Granada por la puerta del Rastro o de la Paja, situada en este lugar y que era conocida como Bib-al-Rambla. Posteriormente daría lugar a la plaza céntrica y emblemática de la vida social granadina desde el siglo XVI.

Granada mandó hacer este ornato, haciendo oficio de Corregidor el doctor Pedro de Antequera en el año en que mandó Su Majestad expeler los moriscos de este reino. Año de 1610.

Puerta Real ha sufrido muchos cambios a lo largo de su historia hasta el siglo XIX, época en que tanto ésta como la calle Reyes Católicos estaban atravesadas por el río Darro, cuyo cauce fue tapiado por razones de higiene y seguridad. Hasta este momento, la vida social granadina transcurría en la calle Elvira y Plaza Nueva, pero al embovedarse el río Darro se intensificó la afluencia en este lugar, convirtiéndose en la zona más pudiente de la ciudad a principios del citado siglo, comenzándose a construir hoteles, cafés, y comercios de todo tipo, destacando el edificio del Casino, edificio ya desaparecido que estaba situado en el terreno del actual Teatro de Isabel la Católica.

## Zonas de interés
Algunos lugares a destacar serían el Café Suizo, construido a finales del XIX y que ha sido reconstruido recientemente, así como la Carrera de la Virgen, hallada en la Acera del Darro, llamada así por haberse construido encima del río homónimo. Al final de ésta, se esconde el lugar en el que confluyen el río Genil y el río Darro. A lo largo de este paseo se encuentra la Iglesia de Nuestra Señora de las Angustias, patrona de la ciudad de Granada. También destacar los propios edificios del área, construidos entre el siglo XIX y principios del XX, de los cuales hay que destacar la Casa Número 4, declarada Bien de Interés Cultural en el año 1983. Las otras construcciones que presiden esta encrucijada granadina son el Hotel Victoria (1890), el Edificio de Correos (1958), el Edificio Olmedo (1949) y el Edificio La General (1944).

### Acceso
El acceso a la zona se puede realizar tanto a pie como en transporte público y privado. Dado el trasiego de esta ruta, se construyeron dos aparcamientos, así como el establecimiento de numerosas líneas de autobuses.